# Национален исторически музей (Беларус)
Националният исторически и културен музей на Беларус (на беларуски: Нацыянальны гістарычны музей Рэспублікі Беларусь) е исторически музей в Минск, Беларус.
Музеят притежава най-голямата колекция от паметници на материалната и духовна култура на беларуския народ от древни времена до наши дни. Колекцията на музея съдържа около 500 000 експоната. Музеят има пет клона: Музей на историята на беларуското кино, Дом-музей на Първия конгрес на Руската социалдемократическа работническа партия, Музей на съвременната беларуска държавност, Музей на природата и околната среда на Република Беларус и Музей на историята на музикалната и театрална култура на Беларус.

## История
Беларуският национален исторически и културен музей има своите корени в първия държавен музей на Беларус, Регионалния музей в Минск, създаден през 1919 г. След преминаване през няколко имена и администрации музеят е преименуван на Национален исторически музей на Република Беларус през 2009 г.